# Karl Wilhelm Nitzsch
Karl Wilhelm Nitzsch (Zerbst (Anhalt), 1818. december 22. – Berlin, 1880. június 20.) német történész és egyetemi tanár. Édesapja a filológus Gregor Wilhelm Nitzsch (1790–1861) volt. Tanulmányait Kielben és Berlinben végezte és ugyanott működött mint a történet tanára. Nitzsch munkáit beható kútfőkritika és igazán eredeti felfogás jellemzi. Kiemelte nevezetesen a nemzetgazdasági és társadalmi szempontot.

## Művei
- Polybus. Zur Geschichte antiker Politik und Histographie (Kiel, 1842)
- Die Gracchen und ihre nächsten Vorgänger (Berlin, 1847)
- Die römische Annalistik von ihren Anfängen bis auf Valerius Antias (1873)
- Deutsche Studien (1879)
- Geschichte des Deutschen Volkes bis zum Augsburger Religionsfrieden (kiadta Matthäi, Lipcse, 1883-85, 3 kötet)
- Geschichte der römischen Republik (kiadta Thouret, Berlin, 1884-85, 2 kötet)